# Orist
Orist é uma comuna francesa na região administrativa da Nova Aquitânia, no departamento Landes. Estende-se por uma área de 14,79 km². Em 2010 a comuna tinha 755 habitantes (densidade: 51 hab./km²).